# Reacción elemental
En química, una reacción elemental es aquella que se produce en un solo paso o etapa. Las moléculas reaccionantes interaccionan a la vez en el espacio y el tiempo conduciendo a producto a través de un único estado de transición. Por tanto es una reacción donde no se detectan intermedios o no son necesarios para describir cómo transcurre a nivel molecular.
Las reacciones elementales, en oposición a las reacciones complejas, tienen una característica distintiva: la molecularidad (el número de moléculas que participan en una reacción o etapa elemental) es igual a la estequiometría total de la reacción (la suma de los coeficientes estequiométricos de los reactivos) y al orden de reacción (la suma de los exponentes en la ecuación de velocidad).